# Ernst Blankenhorn

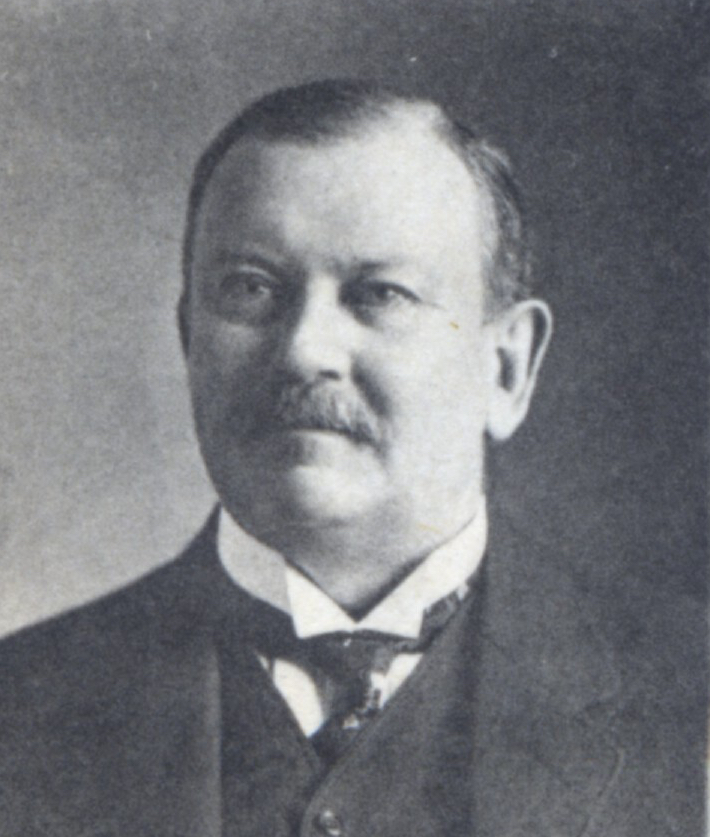
Ernst Blankenhorn als Reichstagsabgeordneter 1912

Ernst Blankenhorn (* 14. Juni 1853 in Müllheim; † 19. Mai 1917 ebenda) war Weingutsbesitzer, Bürgermeister und Mitglied des Deutschen Reichstags.

## Leben
Blankenhorn entstammte einer Weinbaufamilie und besuchte die Realschulen in Müllheim und Freiburg, das Polytechnikum Karlsruhe und die Universitäten Bonn und Leipzig und wurde an letzterer promoviert. In Karlsruhe wurde er 1872 Mitglied des Corps Franconia. Er war Rittmeister der Landwehr-Kavallerie. Von 1890 bis 1899 war er Bürgermeister in Müllheim und nach seinem Rücktritt Ehrenbürger seiner Vaterstadt sowie Ehrenbürger des Kurortes Badenweiler. Weiter war er Mitglied des Badischen Landtags (II. badischen Kammer) ab 1895. Von 1887 bis 1890 und ab 1893 war er Mitglied des Deutschen Reichstags für den Wahlkreis Großherzogtum Baden 4 Lörrach, Müllheim und die Nationalliberale Partei. Beide Mandate endeten mit seinem Tode. 1912 gewann er die Stichwahl gegen den Weinhändler und Zentrumskandidaten Andreas Neymeyer aus Wettelbrunn.
Im Reichstag war er 1901 sowie 1908/09 Vorsitzender der Kommission zur Beratung des Weingesetzes, 1903/04 Vorsitzender der Kommission zur Beratung des Reblausgesetzes, ferner Mitglied der Zolltarif- und Handelsvertragskommissionen.
Er wurde ausgezeichnet mit dem Ritterkreuz I. Klasse des Ordens vom Zähringer Löwen, dem Ritterkreuz des Ordens Berthold des Ersten und dem Königlich Preußischen Kronen-Orden III. Klasse.